# Joaquín Berthold
Joaquín Berthold (San isidro, provincia de Buenos Aires; 6 de marzo de 1980) es un actor y director de escena argentino. Conocido principalmente por sus papeles en televisión para Terra ribelle, Violetta, Juacas y Soy Luna.
Fue arquero de la Selección masculina de hockey sobre césped de Argentina y actualmente es arquero en la Sociedad Alemana de Gimnasia de Los Polvorines.

## Carrera profesional
Comenzó su carrera en 1994 con la obra La Salamanca y posteriormente también participó en los espectáculos de Historias para ser contadas y La ópera de dos centavos.
De 1997 a 2000 realizó estudios de teatro con Carlos Kaspar, de 2001 a 2003 asistió al Conservatorio Nacional de Arte Dramático y a la Escuela de Teatro de Virginia Lago. En ese tiempo trabajó con ambos directores em algunas obras de teatro como El tiempo y los Conway e Historia con cielo. Además, estudió danza y teatro con Silvia Vladimivsky y también con Javier Daulte. 
Su debut cinematográfico tuvo lugar en 2003 con la película El resquicio, donde fue parte del elenco protagónico. En 2005 debutó como actor de televisión en la telecomedia Sin código y en el mismo año tuvo un papel en la serie Conflictos en red, en el segundo episodio.
En 2006 apareció en la telenovela Sos mi vida y fue protagonista de la ópera Waler, por la que ganó el Premio Roberto Jáuregui. El papel también fue recibido positivamente por los críticos. Además, dirigió el grupo de teatro "Los Intimos del teatro", con el que ha mostrado algunas representaciones teatrales.
En los años siguientes apareció en la telenovela Juanita, la soltera y en las películas El amigo alemán y La cámara oscura. En esta última Berthold interpreta el personaje de David.
En 2010 protagonizó la serie italiana Terra ribelle, con el papel del Capitán Giacomo Giachieri durante la primera temporada. Entre 2012 y 2015 tuvo un papel antagónico en la telenovela Violetta de Disney Channel Latinoamérica. Volvió a hacer de villano más tarde en la telenovela Soy Luna (2016-2018) del mismo canal.

## Vida personal
Se encuentra casado y tiene 2 hijos.

## Filmografía

### Cine
| Año  | Título                             | Papel                      | Dirección                       |
| ---- | ---------------------------------- | -------------------------- | ------------------------------- |
| 2004 | El resquicio                       | Joaquín                    | Amin Yoma                       |
| 2008 | La cámara oscura                   | David                      | María Victoria Menis            |
| 2008 | Los superagentes, nueva generación | Aquiles                    | Daniel De Felippo               |
| 2009 | Papá por un día                    | Mariano Alerce             | Raúl Rodríguez Peila            |
| 2009 | Lucky Luke                         | Henchman                   | James Huth                      |
| 2012 | El amigo alemán                    | Polaco                     | Jeanine Meerapfel               |
| 2015 | Focus                              | Chico en la fiesta         | Glenn Ficarra y John Requa      |
| 2015 | El Clan                            | Caña Varela                | Pablo Trapero                   |
| 2017 | Corralón                           | Ricardo                    | Eduardo Pinto                   |
| 2018 | Natacha, la película               | Papá de Natacha            | Eduardo Pinto y Fernanda Ribeiz |
| 2018 | Bañeros 5: Lentos y cargosos       | Maximiliano «Maxi» Campisi | Rodolfo Ledo                    |
| 2018 | Mala vida                          | Julián                     | Mad Crampi y Fernando Díaz      |
| 2020 | Madre                              | Pareja                     | Amin Yoma                       |
| 2021 | Sector VIP                         | Paul                       | Fernando Pinto                  |
| 2023 | Los ojos de Van Gogh               |                            | José Celestino Campusano        |
| 2024 | Las nubes                          |                            | Eduardo Pinto                   |

### Televisión
| Año       | Título                               | Papel             | Notas                                       |
| --------- | ------------------------------------ | ----------------- | ------------------------------------------- |
| 2005      | Sin código                           |                   |                                             |
| 2005      | Conflictos en red                    |                   |                                             |
| 2006      | Sos mi vida                          |                   |                                             |
| 2006      | Juanita, la soltera                  |                   |                                             |
| 2008      | La traque                            | Herbert John      | Película para televisión                    |
| 2010      | Para vestir santos                   |                   |                                             |
| 2010      | Terra ribelle                        | Capitano Giacheri |                                             |
| 2011      | Ecos                                 |                   |                                             |
| 2012      | Historia clínica                     | Joseph Redhead    | Episodio: «Manuel Belgrano: Ay, patria mía» |
| 2012      | La viuda de Rafael                   | Roque             |                                             |
| 2012-2015 | Violetta                             | Matías LaFontaine |                                             |
| 2016      | Todos comen                          | Sergio            |                                             |
| 2017-2018 | Soy Luna                             | Gary López        |                                             |
| 2017-2019 | Juacas                               | Gary López        |                                             |
| 2018      | 100 días para enamorarse             | Leonidas          |                                             |
| 2019      | Argentina, tierra de amor y venganza | Ernesto Sagasti   |                                             |
| 2019      | Monzón                               | Hernán Lofreda    |                                             |
| 2022      | Los protectores                      | Tuti              |                                             |
| 2022      | El presidente                        | Armin Dassler     |                                             |
| 2024      | Selenkay                             | Patrick Robinson  |                                             |

### Web
| Año  | Título   | Papel          | Plataforma |
| ---- | -------- | -------------- | ---------- |
| 2016 | Cinéfilo | Julio Petrella | UN3        |

## Teatro
- La Salamanca, dirigida por Mónica Salvador (1994)
- Historias para ser contadas, dirigida por Mónica Salvador (1995)
- La opera de dos centavos, dirigida por Carlos Kaspar (1996)
- Historia con cielo rojo, dirigida por Carlos Kaspar (2001)
- Sucede lo que pasa, dirigida por Virginia Lago (2001)
- Telarañas, dirigida por Fabio Zurita (2002-2003)
- No es moro no es Venecia, dirigida por G. Prado (2002-2003)
- El tiempo y los Conway, dirigida por Virginia Lago (2003)
- El donante, dirigida por Pablo Quaglia (2004)
- Tercero incluido, dirigida por él mismo (2004-2005)
- Walter, dirigida por Silvia Vladimivsky (2006-2007)
- La Divina Comedia, dirigida por Silvia Vladimivsky (2007)
- Escrito en el Barro, dirigida por Andrés Bazzalo (2007-2009)
- Cerca, melodía de una pareja inconclusa, dirigida por él mismo (2008-2009)
- Creo en Elvis, dirigida por Luciano Cáceres (2010)
- Petróleo, dirigida por Georg Tielman (2010)
- Vestuario de hombres, dirigida por Javier Daulte (2010)
- Myosotis la planta, dirigida por él mismo (2011)
- Por amor a Lou, dirigida por Manolo Iedvabni (2011)
- Guayaquil: una historia de amor, dirigida por Manolo Iedvabni (2012)
- Macbeth, dirigida por Javier Daulte (2012-2013)
- Vincent, el loco rojo, dirigida por Florencia Berthold (2023-presente)

## Premios y nominaciones
- 2007: Premio Roberto Jáuregui al Mejor actor principal por Walter